# Lovčice (Plánice)
Lovčice jsou malá vesnice, část města Plánice v okrese Klatovy v Plzeňském kraji. Nachází se asi 3,5 kilometru severovýchodně od Plánice. Prochází zde silnice II/187. Lovčice leží v katastrálním území Lovčice u Klatov o rozloze 5,25 km².

## Historie
První písemná zmínka o vesnici pochází z roku 1558.

## Obyvatelstvo
| Rok            | 1869 | 1880 | 1890 | 1900 | 1910 | 1921 | 1930 | 1950 | 1961 | 1970 | 1980 | 1991 | 2001 | 2011 | 2021 |
| -------------- | ---- | ---- | ---- | ---- | ---- | ---- | ---- | ---- | ---- | ---- | ---- | ---- | ---- | ---- | ---- |
| Počet obyvatel | 186  | 177  | 159  | 159  | 169  | 174  | 160  | 121  | 106  | 71   | 66   | 41   | 44   | 44   | 44   |
| Počet domů     | 26   | 26   | 26   | 26   | 25   | 29   | 27   | 30   | 24   | 24   | 23   | 26   | 26   | 26   | 26   |

## Obecní správa
Při sčítání lidu v letech 1850–1920 Lovčice byly osadou obce Kvasetice v okrese Klatovy. V letech 1921–1979 byly samostatnou obcí, se kterým patřily nejprve do okresu Klatovy, ale v roce 1950 v okrese Horažďovice a od roku 1960 opět v okrese Klatovy. Od 1. ledna 1980 jsou částí města Plánice v okrese Klatovy. V letech 1961–1979 k obci patřily Bližanovy, Kvasetice, Pohoří a Štipoklasy.

## Pamětihodnosti
- Na jižním okraji vesnice stojí lovčický zámek postavený v první polovině osmnáctého století podle plánů Kiliána Ignáce Dientzenhofera.[8]
- Výšinné neopevněné sídliště Velký kámen

## Galerie

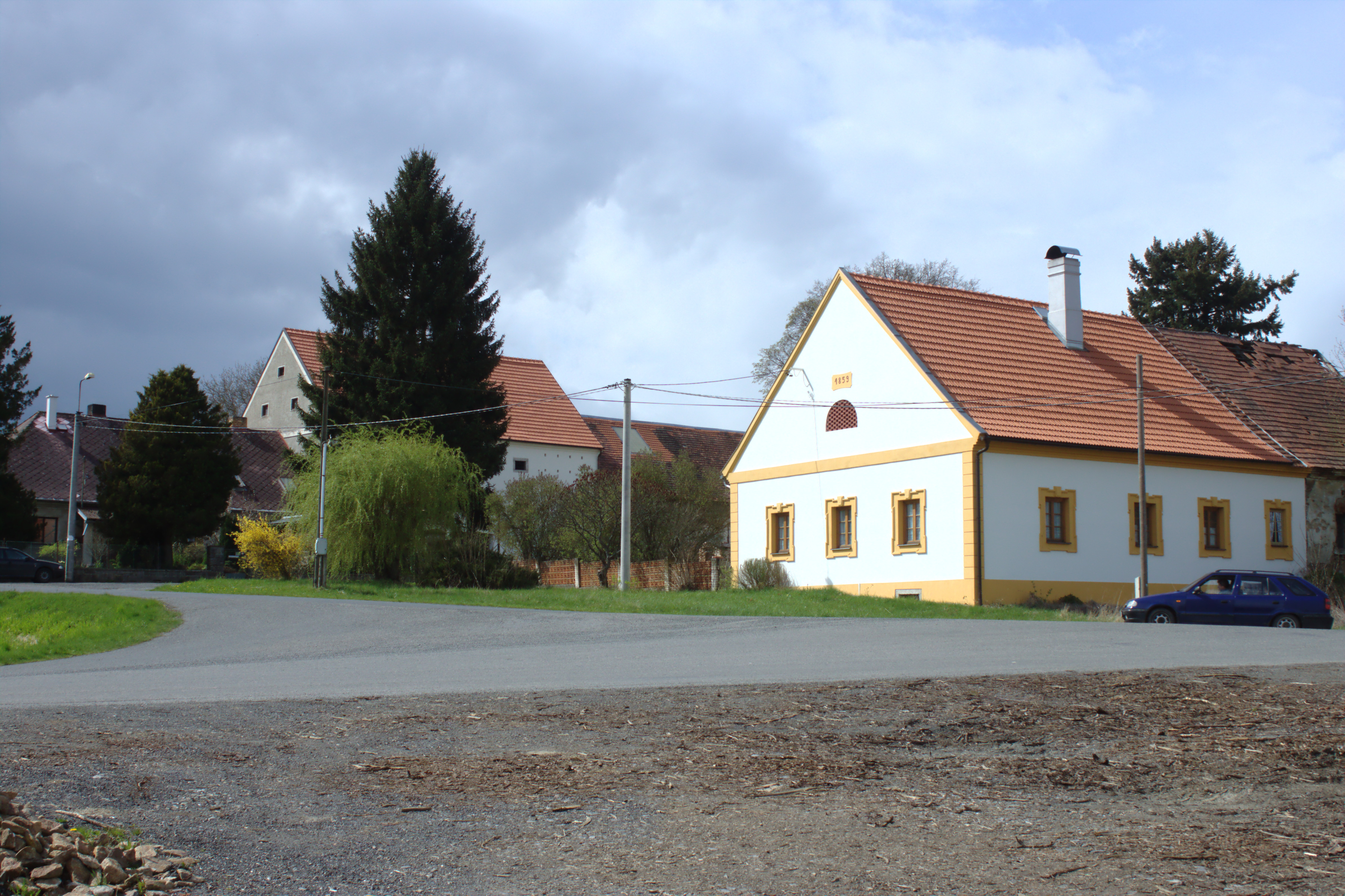
Prostranství před zámkem
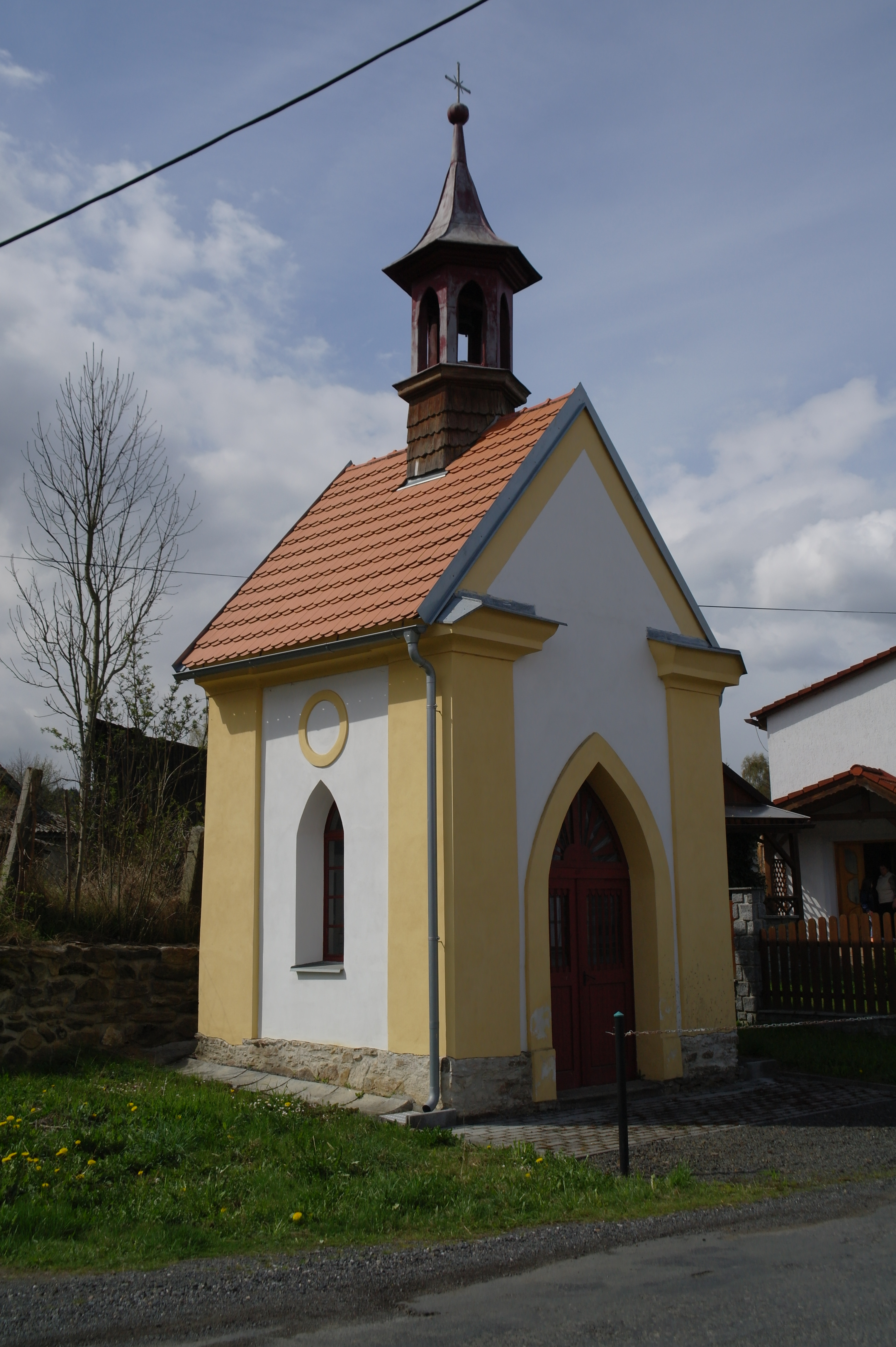
Kaple
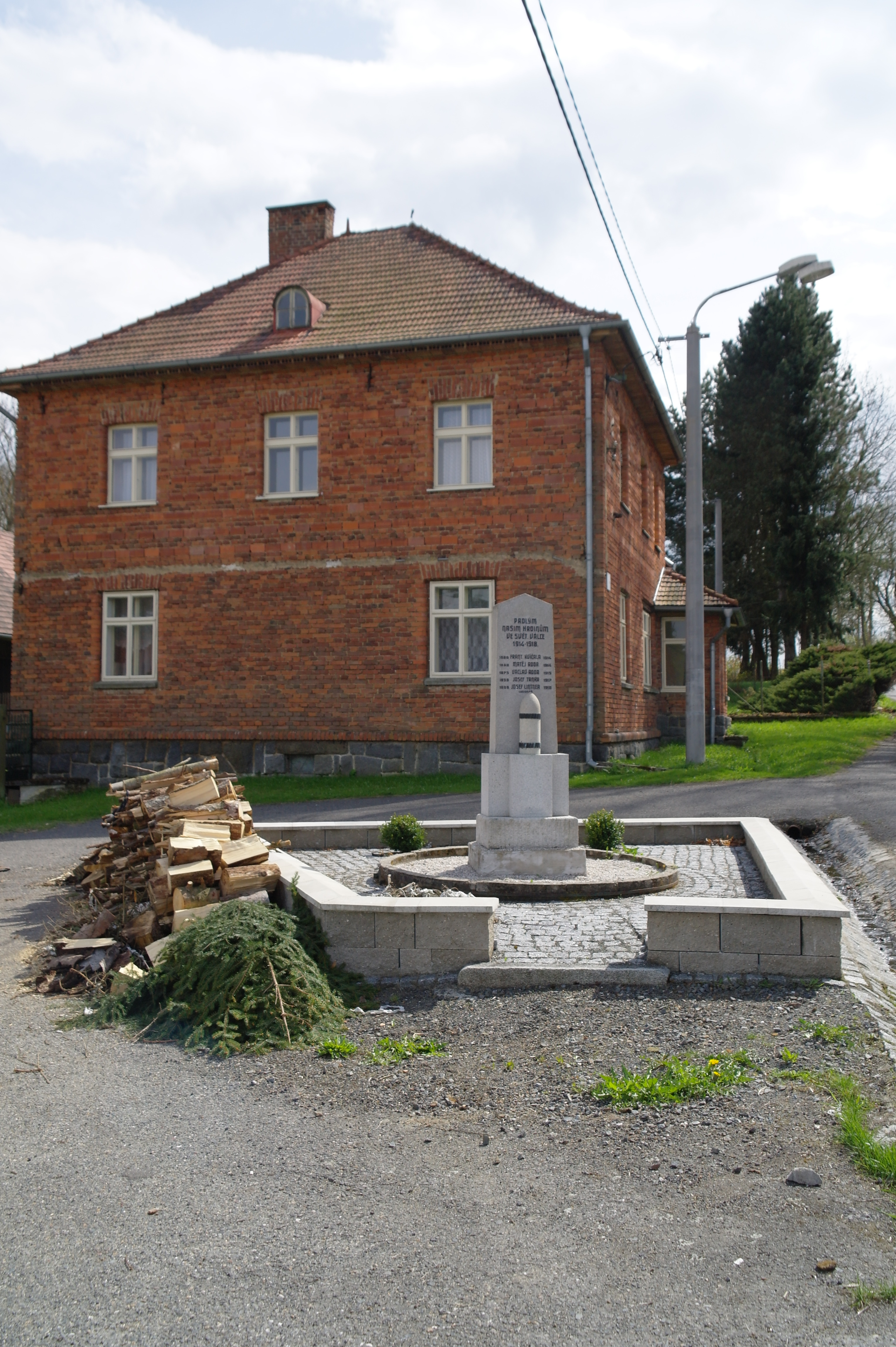
Místní dům a pomníkem